# Херсон (станция)
Станция Херсо́н (укр. Станція Херсо́н) — узловая станция Херсонской дирекции Одесской железной дороги в городе Херсоне.

## История
Здание вокзала было построено в 1907 году. 16 октября 1907 года открылось железнодорожное сообщение между Херсоном и Николаевым. Поезд состоял из паровоза и двух вагонов. Новый участок железной дороги нормальной колеи стал продолжением Николаевской линии Южных железных дорог. 

Сегодня в 12:00 состоится открытие вокзала ст. Херсон. <...> Первый поезд прибыл переполненный пассажирами. Пролеток и экипажей, ожидали у вокзала, их было более 80 штук и все они были заняты приезжими, несмотря на то, что не определена городская такса.— Херсонская газета «Родной край», октябрь 1907
Из Херсона поезда отправлялись в 08:00 (пассажирский № 8) и в 16:59 (почтовый № 4). Из Николаева поезда отправлялись в 08:00 (почтовый № 3) и в 19:50 (пассажирский № 7). В дороге поезда находились два часа и прибывали в Херсон и Николаев около 10:00 и 19:00 соответственно. Скрещение встречных поездов происходило на станции Копани.
11 ноября 1915 года на вокзал прибыл императорский поезд — во время поездки по контролю за формированием группы войск станцию и город посетил Император Николай II с наследником Алексеем.
В 1961 и 2003 годах здание железнодорожного вокзала реконструировалось.

## Краткая характеристика
В границах станции расположено оборотное депо (ТД-10 Херсон), вагонное депо (ВЧД-11) и путевая часть (ПЧ-15). Тяга пассажирских и грузовых составов осуществляется тепловозами ЧМЭ3, ТЭМ2, 2ТЭ10М, 2ТЭ10У, 2ТЭ10УТ, ТЭ33АС, ТЭП70 и пассажирскими дизель-поездами Д1, ДЭЛ02.

## Пассажирское движение
На станции останавливаются все пассажирские и пригородные поезда. Имеются 3 пассажирские платформы, а также платформа для пригородных поездов.
| Перевозчик                 | Дистанция                                  | Направления и расписание |
| -------------------------- | ------------------------------------------ | ------------------------ |
| Украинская железная дорога | Дальнее следование и пригородное сообщение | Яндекс                   |

## Коммерческие операции, выполняемые на станции
- Продажа пассажирских билетов на пригородные и поезда дальнего следования
- Услуги комнаты отдыха
- Хранение багажа и ручной клади на открытых площадках и в крытых складах
- Отправка и приём мелких и повагонных грузов